# Melkader
Melkader är ett vattendrag i Belgien.   Det ligger i provinsen Östflandern och regionen Flandern, i den norra delen av landet, 50 km norr om huvudstaden Bryssel.
Runt Melkader är det i huvudsak tätbebyggt. Runt Melkader är det mycket tätbefolkat, med 1 819 invånare per kvadratkilometer.